# Margaret Ball

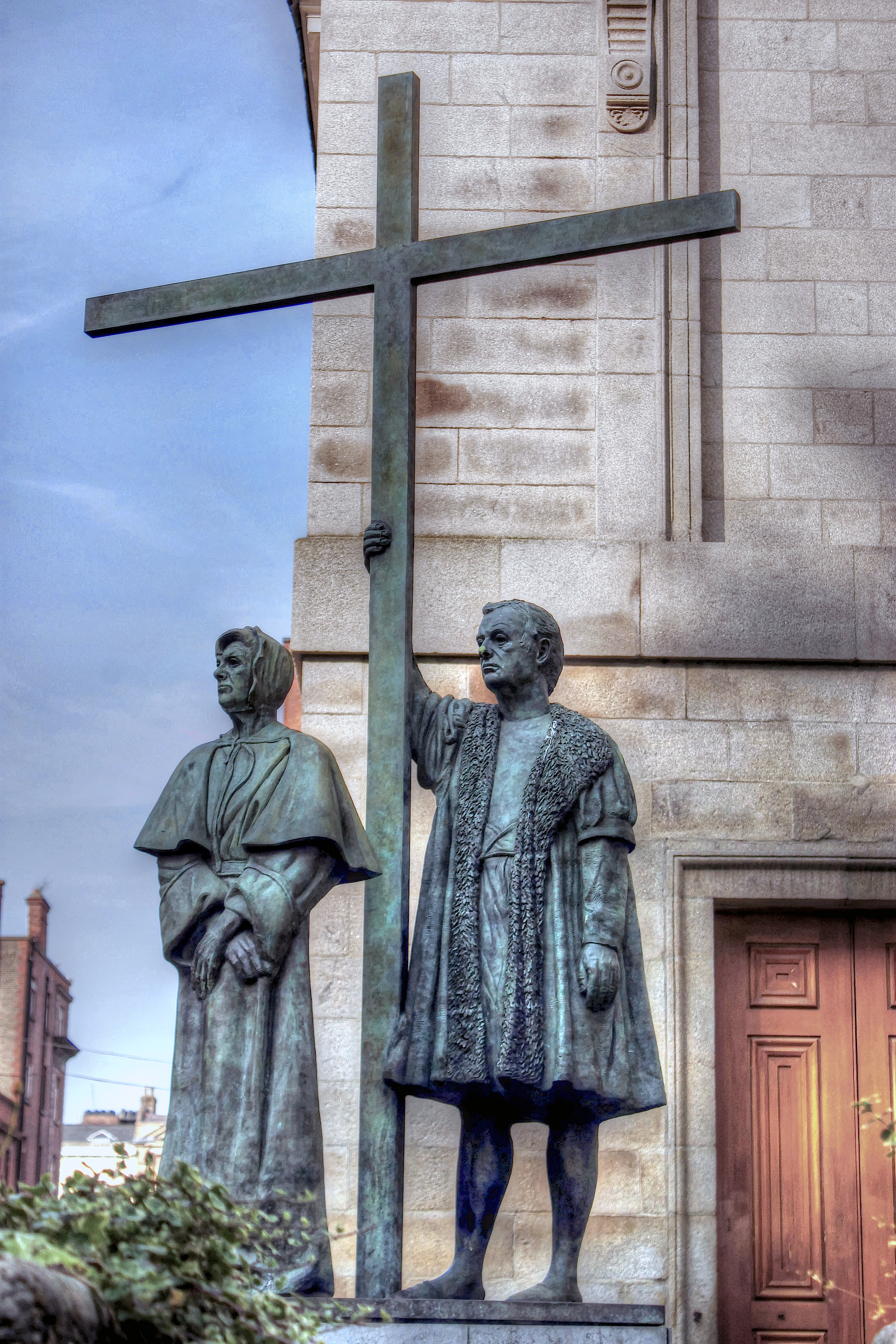
Statue Margaret Ball und Francis Taylor in Dublin

Margaret Ball (* um 1515 in Skreen, County Meath; † 1584 in Dublin Castle) war eine irische Märtyrerin, die 1992 seliggesprochen wurde.

## Lebenslauf

### Frühe Jahre
Margaret Ball wurde um 1515 in Skreen, County Meath als Margaret Bermingham geboren. Im Alter von 16 heiratete sie Bartholomew Ball, einen wohlhabenden Kaufmann und Ratsherr aus Dublin, und zog mit ihm sogleich 1530 dorthin. Aus der Ehe gingen zehn Kinder hervor, von denen jedoch nur fünf das Erwachsenenalter erreichten. Von 1553 bis 1554 war ihr Mann Bürgermeister von Dublin (Mayor of Dublin). Zu dieser Zeit war dies für einen Katholiken noch möglich. Dies sollte sich nach der Thronbesteigung Elisabeth I. ändern. 
Sowohl Margaret als auch ihr Mann waren standfeste Anhänger des katholischen Glaubens, die sich auch aktiv religiös betätigten. So hielt Margaret Messen in ihrem Haus, hatte einen eigenen Kaplan, mit dem sie Katechismen studierte, und traf sich mit gleichgesinnten in ihrem Haus zu Studien und Andacht.

### Zunehmender Konflikt mit der Obrigkeit
Durch den Einfluss ihres Mannes hatte sie eine gewisse Immunität und konnte ihrem Glauben relativ frei von Repressalien nachgehen. Als ihr Mann jedoch 1573 starb, sollte sich das ändern. In den 1570ern wurde sie und ein Priester verhaftet, als gerade eine Messe in ihrem Haus stattfand. Beide wurden daraufhin für kurze Zeit eingesperrt. Wieder in Freiheit begann sie sogleich ihren Glauben auszuleben. Die möglichen Folgen für sich ignorierte sie. Nach der Rebellion von Viscount Baltinglass und Baron Nugent 1580 verstärkten die Behörden ihre Aufmerksamkeit, denn viele katholische Händler in Dublin hatten die Rebellen mit Nachschub unterstützt und wurden infolgedessen eingesperrt. Doch selbst unter diesen Umständen wurde Margaret Ball von den zuständigen Behörden weitestgehend ignoriert. Zum einen war sie eine Frau, zum anderen gehörte sie einer wohlhabenden und einflussreichen Familie an.
Dies sollte sich durch die politischen Ambitionen ihres ältesten Sohnes Walter ändern. Dieser wollte nämlich in die Fußstapfen seines Vaters treten und ebenfalls Bürgermeister von Dublin werden. Dazu war es nötig dem katholischen Glauben abzuschwören und die Suprematsakte anzuerkennen. Seine Mutter war sehr bestürzt als sie von seinen Plänen erfuhr und versuchte ihn umzustimmen. Doch keiner der Bischöfe, Priester oder Gelehrten, die sie zu hilfen nahm, konnte ihn davon überzeugen, seine politischen Ambitionen zu Gunsten seines Seelenheils aufzugeben. Dies führte zu einer nachhaltigen Entfremdung zwischen den beiden. 1577 wurde er zum Commissioner for Ecclesiastical Causes ernannt. Margaret Ball lud ihren Sohn jedoch oft ein, sodass er mit Bischöfen und Priestern, die dort Zuflucht suchten in Kontakt kam. Margaret Ball hatte die Hoffnung ihn so zur Rekonversion zu bewegen. Diese Treffen führten jedoch auch dazu, das Walter in Besitz von Informationen über von den Behörden gesuchten Klerikern gelangte.

### Verhaftung und Tod
Kurz nach seiner Ernennung zum Bürgermeister von Dublin 1580 ließ er seine Mutter und ihren Kaplan verhaften. Grund dafür war die Beherbergung von Klerikern und das halten von Messen. Bevor sie in Dublin Castle eingesperrt wurde, wurde sie auf einem Karren durch die Straßen von Dublin gefahren, zur Belustigung der Bevölkerung. Dort verbrachte sie den Rest ihres Lebens. Hätte sie ihrem Glauben abgeschworen, was sie jedoch verweigerte, wäre sie freigelassen worden. Nach ihrem Tod wurde sie neben ihrem Mann auf dem Friedhof der St. Auden’s Church in Dublin beigesetzt.

### Nachwirkung
Margaret Ball wird zu den irischen Märtyrern gezählt. Als solche gehörte sie zu 17 ausgewählten irischen Märtyrern, die am 27. September 1992 von Papst Johannes Paul II. seliggesprochen wurden. Der Gedenktag der irischen Märtyrer ist der 20. Juni.